# Бенуа, Людвик
Людвик Бенуа (пол. Ludwik Benoit; 18 июля 1920 — 4 ноября 1992) — польский актёр театра, кино и телевидения, также актёр озвучивания и театральный режиссёр.

## Биография
Людвик Бенуа родился 18 июля 1920 года в Волковыске. Актёрское образование получил в Актёрской студии Иво Галля в Гданьске, которую окончил в 1946 году. Дебютировал в театре в 1946 г. Актёр театров в Гданьске (Театр «Побережье» 1946—48), Познани (Польский театр 1948—49), Вроцлаве (Драматический театр 1949—55), Щецине (Драматический театр 1955—57) и Лодзи (Театр им. Ярача 1957—59, Новый театр 1959—91). Выступал в спектаклях «театра телевидения» в 1958—1993 гг.
Умер 4 ноября 1992 года в Лодзи и там похоронен на «Аллее заслуженных» на коммунальном кладбище Долы.
Его сын — актёр Мариуш Бенуа.

## Избранная фильмография

### Актёр
- 1950 — «Варшавская премьера» — скульптор
- 1951 — «Община» — Штангрет
- 1953 — «Пятеро с улицы Барской» — каменщик Войцеховский, куратор парней
- 1953 — «Целлюлоза» — перевозчик
- 1954 — «Под фригийской звездой» — перевозчик
- 1954 — «Недалеко от Варшавы» — Боруцкий, диверсант
- 1954 — «Поколение» — Гжесь
- 1956 — «Загадка старой штольни» — Микса, отец Франека
- 1957 — «Ева хочет спать» — Птушко, бандит
- 1958 — «Таблетки для Аурелии» — художник
- 1958 — «Солдат королевы Мадагаскара» — начальник железнодорожной станции в Радоме
- 1958 — «Пан Анатоль ищет миллион» — вор
- 1959 — «Инспекция пана Анатоля» — маг Барнаба Старский
- 1960 — «Крестоносцы» — Миколай из Длуголясу
- 1960 — «Пиковый валет» — Игнаций, друг Каваняса
- 1961 — «Действительность» — «Лоёла», полицейский палач
- 1962 — «О тех, кто украл Луну» —  Войтек, отец Яцека и Плацека
- 1963 — «Кодовое название «Нектар»» — приятель Фагаса
- 1963 — «Почтенные грехи» — главный прокурор
- 1964 — «Барышня в окошке» — председатель шляхетского суда
- 1965 — «Всегда в воскресенье» — Баляк, болельщик
- 1965 — «Капитан Сова идёт по следу» (телесериал) — Рышард Налепа (только в 3-й серии)
- 1965 — «Ленин в Польше» — конвоир
- 1965 — «Рукопись, найденная в Сарагосе» — отец Пашеко
- 1966 — «Давай любить сиренки» — директор фабрики в Болеславецу
- 1966 — «Ад и небо» — ковбой
- 1966–1968 — «Клуб профессора Тутки» (телесериал) — капитан / дядя Адольфа / вор шутник (в сериях 2, 8, 9)
- 1967 — «Невероятные приключения Марека Пегуса» (телесериал) — Анатоль Фанфара, жилец в квартире Пегусов
- 1967 — «Матримониальный справочник»
- 1967 — Явка на Сальваторе — Даниц, извозчик
- 1968 — «Кукла» — дворецкий Кшешовского
- 1970 — «Приключения канонира Доласа, или Как я развязал Вторую мировую войну» — югославский трактирщик
- 1971 — «Беспокойный постоялец» — страховой агент
- 1973 — «Яношик» (телесериал) — Гонсеница, набранный отец Яносика (только в 1-й серии)
- 1975 — «Ночи и дни» — Йозафат, крестьянин в Сербинове
- 1979 — «Форпост» — солтыс
- 1979 — «Отец королевы» — Людвик, человек министра де Кросси
- 1985 — «Секирезада» — Васылюк
- 1986 — «Перстень и роза» — капитан Зервилебский
- 1987 — «Маримонтская соната» — швейцар в «Аркадии»
- 1988 — «Лебединая песня» — любитель кактусов
- 1988 — «Автомобильчик и пражские тайны» — Попиянец

### Озвучивание
- польские мультфильмы 1968—1978 гг.

## Признание
- Государственная премия ПНР второй степени (1952).
- Кавалерский крест Ордена Возрождения Польши (1954).
- Офицерский крест Ордена Возрождения Польши (1984).
- Заслуженный деятель культуры Польши.